# Décès en 1078
Décès
- 1074
- 1075
- 1076
- 1077
- 1078
- 1079
- 1080
- 1081
- 1082

Cette page dresse une liste de personnalités mortes au cours de l'année 1078 :
- 5 février : Emmon de Looz, comte de Looz.
- 20 février : Herman, évêque de Ramsbury et de Sherborne, en Angleterre.
- 5 avril : Richard Ier d'Aversa, alors qu'il assiégeait Naples.
- 11 avril : Anawrahta, roi birman, fondateur du premier royaume birman unifié.
- 30 mai : Gleb Svyatoslavich (en), prince de Tmutarakan (en) et de Novgorod.
- 9 juillet : Pierre Ier de Savoie, quatrième comte en Maurienne, également seigneur du Bugey, d'Aoste et du Chablais et marquis de Suse et d'Italie.
- 21 juillet : Hildolf de Cologne, archevêque de Cologne.
- 16 août : Archambaud III de Bourbon, seigneur de Bourbon.
- 26 août : Herluin, chevalier à la cour de Brionne et un bénédictin, fondateur de l’abbaye Notre-Dame du Bec.
- 3 octobre : 
  - Iziaslav Ier, prince de Kiev, assassiné par son neveu, Oleg Sviatoslavitch de Tchernigov.
  - Boris Viatcheslavitch,  prince de Tchernigov et de Tmoutarakan.
- 6 novembre : Berthold Ier, comte de Zähringen, duc de Carinthie, margrave de Vérone, comte de Brisgau, comte d'Ortenau et comte de Neckergau.
- 11 novembre, Udo (en), archevêque de Trèves.

- Andreas (en), archevêque de Bari (en).
- Atsiz ibn Abaq, Atsiz ben Aûq al-Khwarizmî, général turkmène originaire du Khwarezm qui fut au service des sultans seldjoukides.
- Jean d’Allie, ou Jean de Fécamp ou Jean de Ravenne, abbé de la Trinité de Fécamp, abbé intérimaire de Saint-Bénigne de Dijon.
- Guérech II de Cornouaille, ou Quiriac II de Cornouaille, évêque de Nantes.
- Henri II de Louvain, comte de Louvain et de Bruxelles.
- Michel Psellos, écrivain byzantin, (né en 1018, mort en 1078 ou 1096-1097).
- Niképhoritzès, eunuque influent de l'Empire byzantin : il occupe un poste similaire à celui de premier ministre et est le dirigeant officieux de l'empire lors du règne de Michel VII Doukas.
- Rhys ap Owain, roi de Deheubarth.
- Richard Ier d'Aversa, sixième comte normand d'Aversa.
- Roussel de Bailleul, aventurier normand, fondateur dans les années 1070 d'une éphémère principauté autour d'Ancyre en Asie mineure.
- Tunka Manin, roi de l'empire du Ghana.

date incertaine (vers 1078)
- Mu'ayyad fi'l-Din al-Shirazi (en), ou Al-Mu'ayyad fid-din Abu Nasr Hibat Allah b. Abi 'Imran Musa b. Da'ud ash-Shirazi, philosophe, poète et théologien persan.

## Crédit d'auteurs
- Cet article est partiellement ou en totalité issu de l'article intitulé « 1078 » (voir la liste des auteurs).